# Margaret von Platen
Margaret Marie Henrietta von Platen, född 1959, är en svensk finansanalytiker, ekonomijournalist och författare. Hon är filosofie kandidat vid Uppsala universitet och har en MBA från Columbia Business School i New York. Hon har varit styrelseledamot i Nordstjernan AB och Världsnaturfondens Allemansfond.. von Platens bok De framgångsrika familjerna. Att skapa och bevara förmögenheter, som porträtterar svenska entreprenörer, fyllde enligt Dagens Nyheter ett tomrum i svensk bokutgivning. I boken Sanningssägare eller karriärist om visselblåsare föreslog hon att belöningssystem skulle införas för visselblåsare i Sverige.